# Rekodierung
Der Begriff Rekodierung findet in den verschiedenen Bereichen Anwendung.

## Sprachwissenschaft
In der Sprachwissenschaft wird der Begriff Rekodieren häufig mit der Phonologie (phonologische Rekodierung) verbunden. 
Sie beschreibt das Verarbeiten von Schriftsymbolen auf der Buchstaben- und Wortebene. 
Die Rekodierleistung setzt nicht das Verstehen des Gesprochenen bzw. Vorgelesenen voraus.

## SPSS
Im Programm SPSS wird der Begriff verwendet, um damit das Umcodieren von Werten in Variablen zu beschreiben. Mit bestimmten Werten werden im Datensatz neue Werte zugewiesen. Mit einer Datenbereinigung können somit Werte zusammengefasst oder fehlerhafte Werte korrigiert werden.

## Videotechnik
Anders als beim Transkodieren, wo zum Beispiel eine Videodatei in ein anderes Videoformat umgewandelt wird, wird beim Rekodieren eine Videodatei mit bestimmten Eigenschaften in das gleiche Videoformat mit anderen Eigenschaften umgewandelt. 
Quell- und Zielformat bleiben also identisch. So wird also hier beispielsweise der Inhalt einer Video-DVD (etwa MPEG-2) in Auflösung und Bildwiederholrate (Kbit/s) nur verkleinert, um Speicherplatz zu sparen. 
Um Kopien von Film-DVDs zu erstellen, entscheiden sich oft viele Anwender aufgrund der hohen Preise von doppelschichtigen DVD-Rohlingen und möglichen Kompatibilitätsproblemen für das Rekodieren. 
Da ein Großteil der Original-DVDs eine Gesamtgröße von über 4,5 Gigabyte besitzt (DVD 9), und somit den Speicherplatz einer handelsüblichen einschichtigen DVD (DVD 5) übersteigt, kann die Datengröße durch das Rekodieren reduziert werden, was schließlich das Brennen auf eine einschichtige DVD ermöglicht.  
Zum Rekodieren kommen spezielle Programme wie DVD Shrink zum Einsatz, die schließlich das Brennen auf eine einschichtige DVD (DVD 5) ermöglichen. Auch Nero Recode, das in dem Programmpaket von Nero Burning ROM enthalten ist, ermöglicht das Abspeichern und Rekodieren von nicht-kopiergeschützten Film-DVDs.
Siehe auch
- Videokompression